# Martin Krause

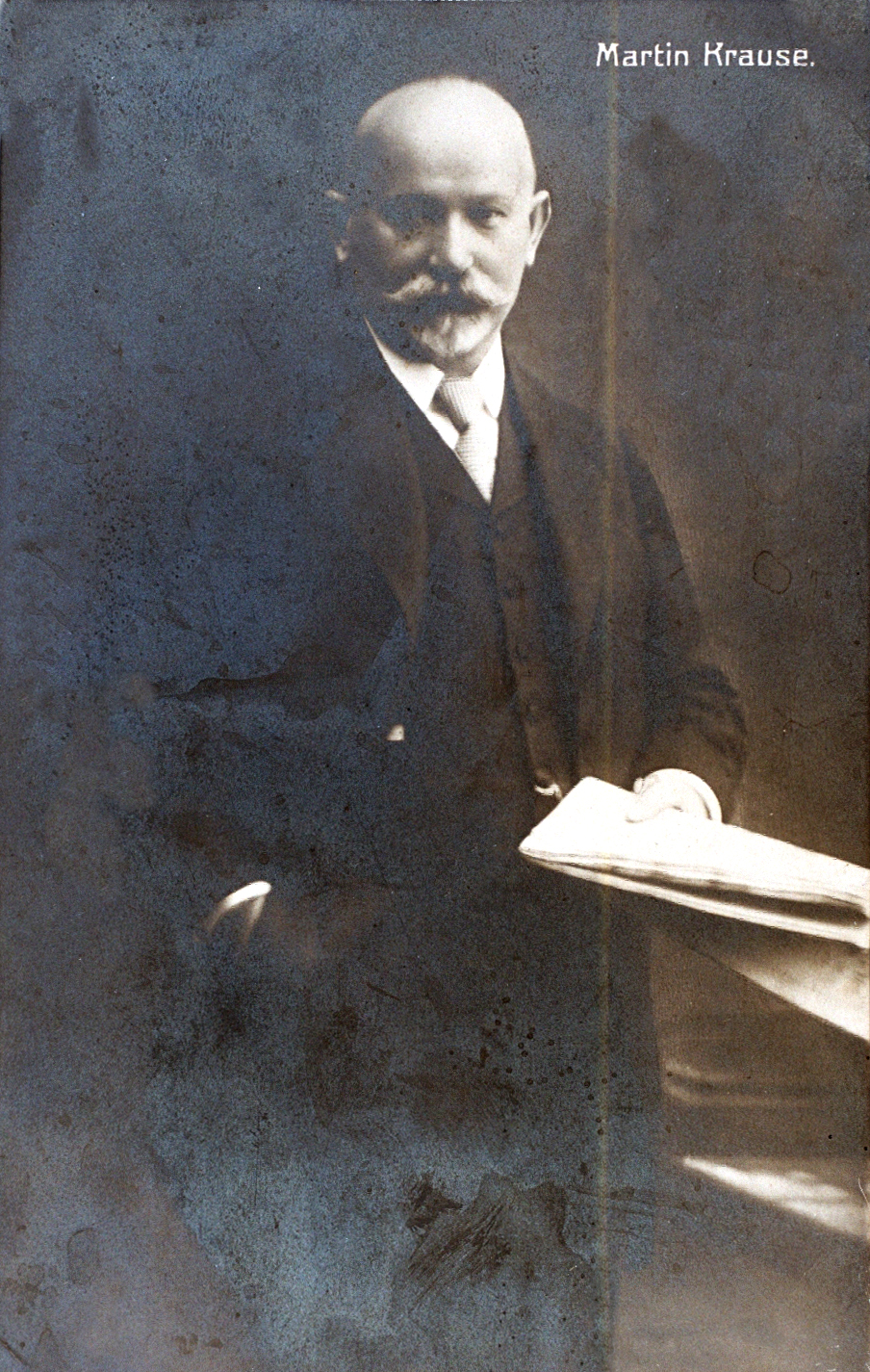
Martin Krause

Martin Krause (Lobstädt, Sajonia; 17 de junio de 1853-Plattling, Baviera; 2 de agosto de 1918) fue un concertista de piano, compositor y pedagogo alemán.

## Vida
Era hijo menor del organista y concertino Johann Carl Friedrich Krause. Siguió estudios de magisterio en Borna; en 1875 se matriculó en el Conservatorio Real de Música de Leipzig, donde estudió con Carl Reinecke y completó sus estudios con las enseñanzas de Franz Liszt entre 1883 y 1886. Como Liszt había estudiado con Carl Czerny, y este, a su vez, con Beethoven, la estirpe pianística de Krause es, por demás, ilustre: Beethoven, Czerny, Liszt, Krause. Se estableció en Leipzig como profesor y compositor de piano, y en dicha ciudad fundó el Franz-Liszt-Verein.
Enseñó en el conservatorio de Dresde y, posteriormente, a partir de 1901, fue profesor en la Real Academia de la Música de Múnich. En 1904 pasó a Berlín como profesor del Städtisches Konservatorium für Musik (más conocido como Stern'sches Konservatorium, Conservatorio Stern). Falleció a los 65 años, durante una estancia vacacional.
Entre sus alumnos se destacan el pianista suizo Edwin Fischer, los pianistas chilenos Rosita Renard y Claudio Arrau, y el compositor mexicano Manuel M. Ponce.

## Obras
- Calendario Wagner de 1908, en ocasión del 25.º aniversario de la muerte de Richard Wagner, ed. por Martin Krause, Berlín: Virgil, 1908.

## Alumnos
- Manuel M. Ponce (1882-1948)
- Edwin Fischer (1886-1960)
- Rosita Renard (1894-1949)
- Grete von Zieritz (1899-2001)
- Claudio Arrau (1903-1991); sobre Arrau, Krause dijo «este niño ha de ser mi obra maestra».[1][2]
- Armando Moraga Molina